# 555120 Ottoguthier
555120 Ottoguthier este o planetă minoră (asteroid) din centura de asteroizi. A fost descoperită pe 1 septembrie 2013 la  de . 
Obiectul prezintă o orbită caracterizată de o semiaxă mare de 2,6638732942653 UAi, o excentricitate de 0,20829121278277, o înclinație de 15,809782433198 ° în raport cu ecliptica.